# Aeródromo La Viña
El aeródromo La Viña (OACI: SCLV) es un terminal aéreo ubicado a 2.5 kilómetros al este de la localidad de Guangualí, comuna de Los Vilos, provincia del Choapa, región de Coquimbo, Chile. Es de propiedad privada.